# Kunststiftung Erich Hauser

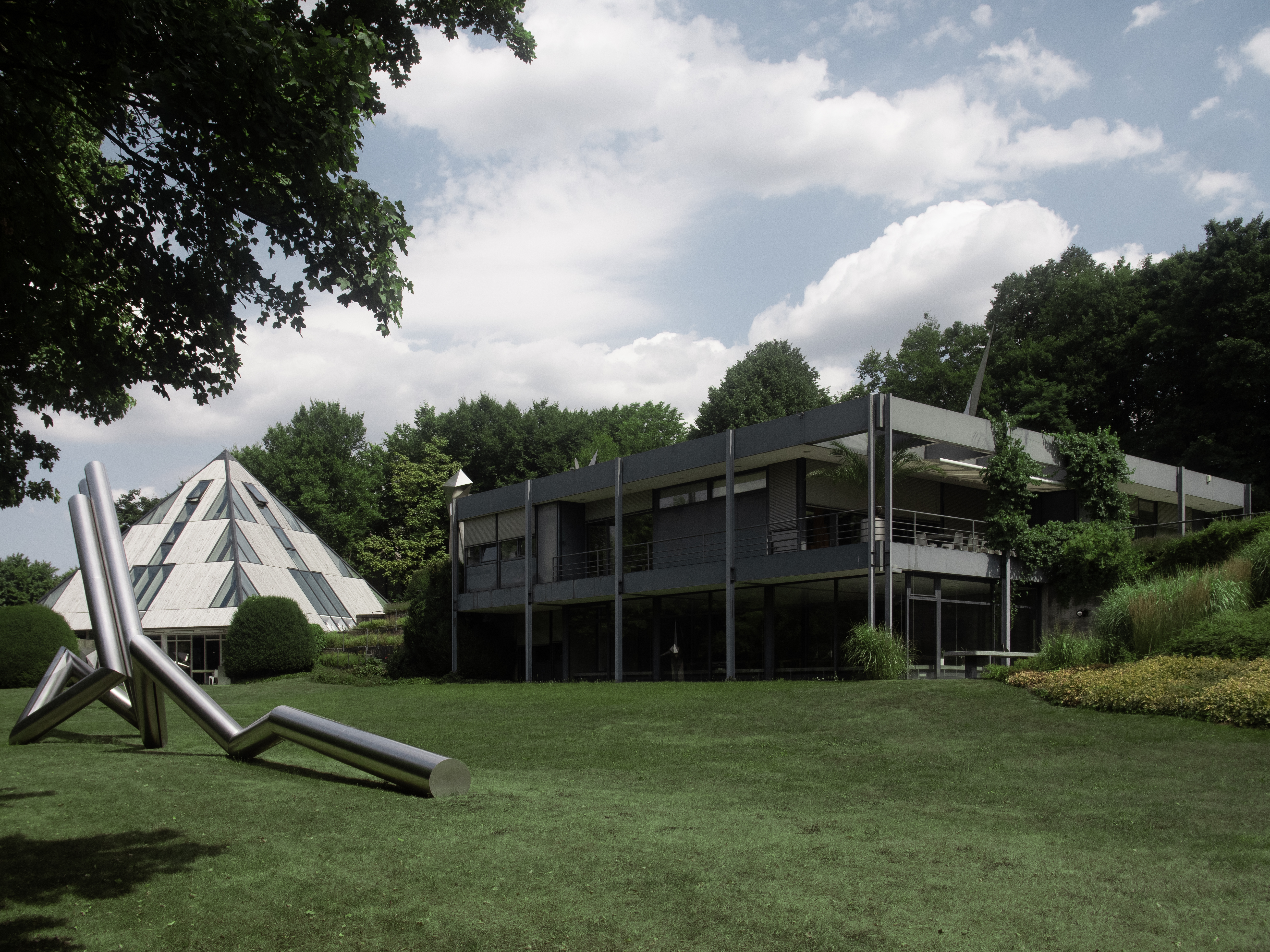
Kunststiftung Erich Hauser, Foto von Martin Mannweiler

Die Kunststiftung Erich Hauser ist eine Stiftung bürgerlichen Rechts mit Sitz in Rottweil. Sie wurde 1996 von dem Bildhauer Erich Hauser gegründet, um sein eigenes Werk für die Allgemeinheit zu bewahren und junge Bildhauerinnen und Bildhauer zu fördern.

## Gebäude und Skulpturenpark
1969 erwarb Erich Hauser 30.000 Quadratmeter des Geländes der ehemaligen Saline Wilhelmshall am Ufer des Neckars in Rottweil vom Land Baden-Württemberg. In einem der ehemaligen Torfmagazine der Saline, einem Fachwerkhaus aus dem 19. Jahrhundert, ließ er sich eine Künstlerwerkstatt einrichten. Er arbeitete dort bis 1988. Diese Haus wird heute als Ausstellungsraum genutzt.
Zeitgleich entwarf der Stuttgarter Architekt Roland Ostertag mit Kollegen ein Wohnhaus mit Schwimmbad, das 1970 fertiggestellt wurde. Es enthält heute Hausers umfangreiche Kunstsammlung, vor allem mit Arbeiten des Informel, so etwa Arbeiten von Peter Brühning, Gerhard Hoehme, Emil Schumacher, Arnulf Rainer, Fred Thieler und Rupprecht Geiger.
1988 ließ Hauser von dem Rottweiler Architekten Hans Lünz die Werkstatthalle errichten, die fortan die Produktionsstätte seiner Plastiken war.
Hauser beauftragte Hans Lünz zudem 1990 mit dem Bau eines neuen Wohnhauses. Lünz begann mit der Planung. Die Fertigstellung erfolgte jedoch durch Roland Ostertag. So entstand neben dem alten Wohnhaus 1992 eine Wohnpyramide, in der Hauser bis 2004 lebte. Das Gebäude wurde 2019/20 saniert und in neuem Glanz mit einer Lichtinstallation und Konzert der Öffentlichkeit präsentiert.
Über die Hügel des Parks sind eine Vielzahl von Hausers Stahlplastiken und Skulpturen anderer Künstler verteilt.

## Förderverein
Zeitgleich zur Gründung der Kunststiftung gründeten Kunstinteressierte einen Förderverein, um die Arbeit der Kunststiftung mit Ausstellungen, Veranstaltungen und Tagungen nach außen sichtbar zu machen.

## Preisvergabe

### Atlantis-Preis
Mitte der 1980er Jahre vergaben Erich und Gretchen Hauser zusammen mit dem Galeristen Hans-Jürgen Müller erstmalig den Atlantis-Förderpreis an Heinrich Klotz und Bazon Brock. Spätere Preisträger waren Helmut Elbrecht, Milivoj Bijelic und Max Franz.

### Werkstattpreis
1997 wurde der Werkstattpreis ins Leben gerufen als Förderung für junge Bildhauerinnen und Bildhauer. Er wurde zunächst jährlich vorwiegend an Stahlbildhauer vergeben. Seit Hausers Tod 2004 wird er im Wechsel mit dem Erich-Hauser-Preis vergeben.
Zu Lebzeiten Hausers beinhaltete der Werkstattpreis ein Präsenzstipendium in seiner Werkstatt. Es gab den internationalen Preisträgern die Möglichkeit, in engem Kontakt mit ihm und seinen Mitarbeitern eigene Werke zu realisieren. Preisträger waren bisher:
- 1997: Stephane Bisel, Jane Clarke, Jaakko Niemelä
- 1998: Angela Glajcar, Wolfgang Weileder
- 1999: Nico Chardel, Thomas Rentmeister
- 2000: Inge Gutbrod, Hans Schüle
- 2001: Heinrich Weid, Markus Stangl
- 2002/03: Richard Lempart, Kerstin Mayer, Tino Panse, Stefan Rohrer, Rosa Rücker
- 2006: Kilian Rüthemann, Dagmar Heppner, Karin Hueber
- 2007: Sonja Vordermaier
- 2009: Marco Lulic
- 2011: Kalin Lindena
- 2013: Benjamin Appel
- 2015: Anahita Razmi: Tutti[12]
- 2018: Charlotte Mumm
- 2020: Fabian Knecht
- 2022: Zuzanna Czebatul[13]
- 2024: Sergej Vutuc[14]

## Veröffentlichungen (Auswahl)
- Gerhard Breinlinger (Hrsg.): Erich Hauser 1930–2004 zum Gedenken / Kunststiftung Erich Hauser. Kunststiftung Erich Hauser, Rottweil 2005, DNB 984760059.
- Peter Funken, Heiderose Langer: Sonja Vordermaier: Schatten 2. Anlässlich des Werkstattpreises 2007. Hrsg.: Kunststiftung Erich Hauser. Salon-Verlag, Köln 2008, ISBN 978-3-89770-302-5.
- Werner Meyer, Ugo Dossi, Heiderose Langer: Das Salz der Erde. Erich-Hauser-Preis 2008. Hrsg.: Kunststiftung Erich Hauser. Kunststiftung Erich Hauser, Rottweil 2008, ISBN 978-3-00-026293-7.
- Rainer Metzger, Vitus Weh: Marko Lulić: Death of the monument. Anläßlich der Ausstellung Marko Lulić - New Works, Kunststiftung Erich Hauser, 10. Oktober bis 1. November 2009. Hrsg.: Kunststiftung Erich Hauser. Schlebrügge, Wien 2009, ISBN 978-3-85160-171-8.
- Dominic Eichler, Lina Launhardt: Kalin Lindena. Geleise, Du Schatten vom 15.10. bis 6.11.2011. Anlässlich der Vergabe des Werkstattpreises der Kunststiftung Erich Hauser an Kalin Lindena. Kunststiftung Erich Hauser, Rottweil 2012, ISBN 978-3-86678-670-7.
- Anahita Razmi. Tutti. A score for 19 Vloggers. Kunststiftung Erich Hauser, Rottweil 2015, ISBN 978-3-945900-03-1.